# Jachtvliegtuig

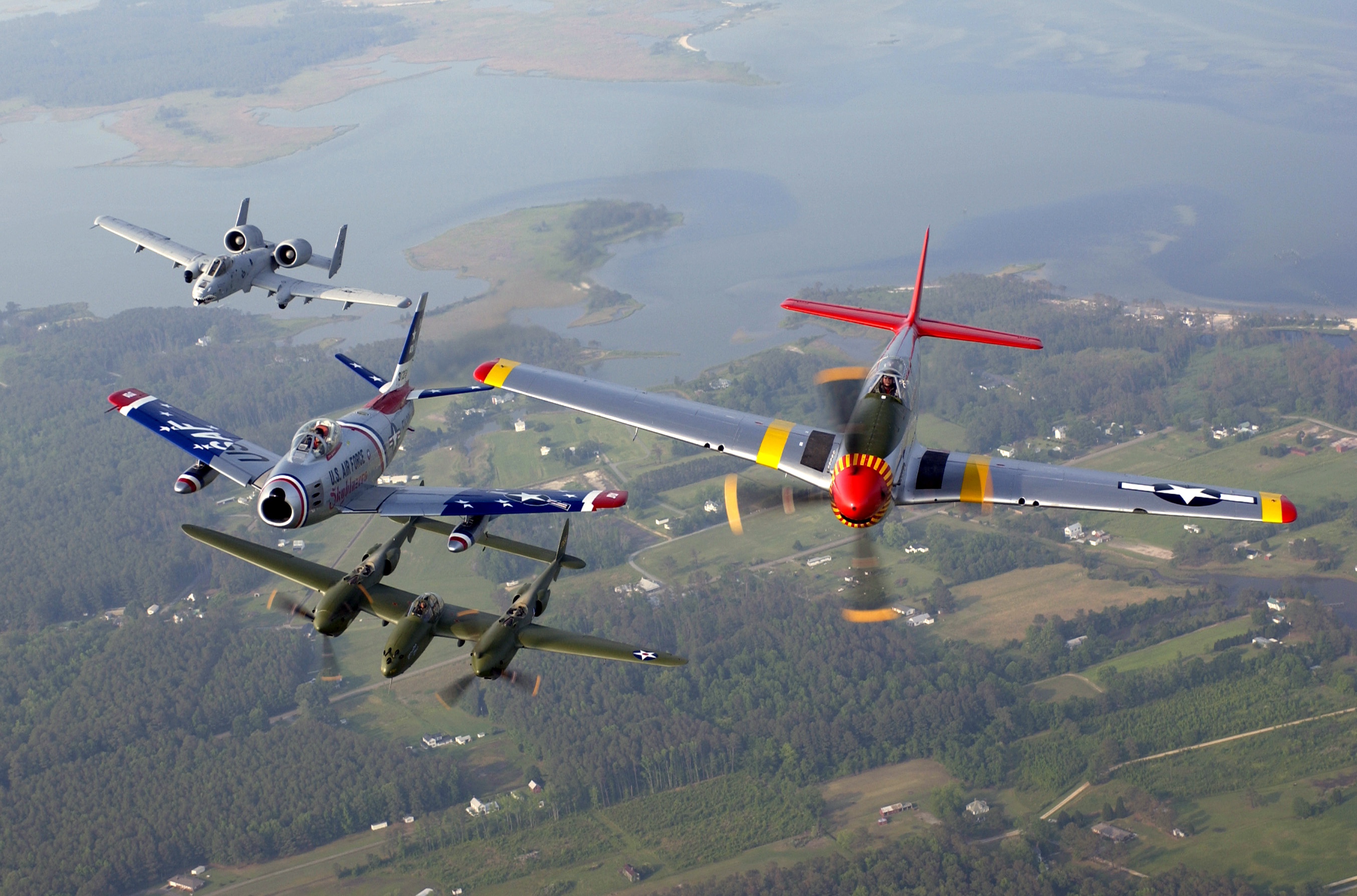
Van links naar rechts: een A-10 Thunderbolt II, F-86 Sabre, P-38 Lightning en P-51 Mustang vliegen in formatie gedurende een luchtvaartshow. In de formatie vliegen twee generaties jachtvliegtuigen: twee propellervliegtuigen, de Sabre-straaljager alsmede de tweemotorige A-10 voor aanvallen op gronddoelen.

Een jachtvliegtuig is een gevechtsvliegtuig dat als hoofddoel heeft luchtoverwicht te bereiken in een gewapend conflict. Daarnaast kan een jachtvliegtuig vaak ook doelen op het land of op zee aanvallen. Men spreekt dan van een multirolegevechtsvliegtuig,
Jachtvliegtuigen kunnen zowel offensief als defensief worden ingezet.

## Bewapening
Jagers en aanvalsvliegtuigen zijn tegenwoordig meestal bewapend met vijf soorten wapens:
- mitrailleurs,
- geleide raketten,
- ongeleide projectielen,
- bommen,
- torpedo's.

Bommen en raketten zijn meestal te vinden onder de vleugels, maar de nieuwste trend is om ze in een inwendig wapenruim op te bergen voor betere stealth eigenschappen. Sommige raketten gaan met een infraroodsensor af op een warmtebron zoals de uitlaat van de straalmotor of ze worden geleid door radar. De bommen vallen door de zwaartekracht naar beneden of zweven als een zweefbom met vleugels, of zijn aangedreven als kruisvluchtwapens. Het boordgeschut met mitrailleurs of snelvuurkanonnen zijn meestal in de neus van het vliegtuig. Er zijn ook bommen die kleinere bommen bevatten, de zogenaamde clustermunitie die meestal boven het gekozen gebied uit de grotere bom vallen. Raketten worden meestal gebruikt als lucht-luchtraket in luchtgevechten, maar ook als lucht-grondraket ook om radar (antiradarraket), tanks of schepen (antischeepsraket) uit te schakelen. Bommen worden meestal gebruikt voor air to ground (lucht naar grond) gevechten. Militaire vliegtuigen met een hoofdtaak om bommen af te werpen worden bommenwerpers genoemd. Torpedo's zijn gericht tegen schepen.

## Luchtgevecht
Bij luchtgevechten tussen twee vliegtuigen probeert de aanvallende piloot zijn vliegtuig op de juiste plaats te krijgen voor het afvuren van zijn wapens. De verdediger probeert ze natuurlijk allemaal te ontwijken. Het belangrijkste in hedendaagse luchtgevechten is de radar: degene die het eerst zijn tegenstander op radar lockt, kan het eerst zijn lucht-luchtraket lanceren en wint: first look, first shoot, first kill.
Een nieuwe trend is network centric warfare, waarbij een AWACS op grote hoogte met een krachtige radar de jachtvliegtuigen geleidt.
Een andere trend is bijtanken in de lucht waarmee jachtvliegtuigen langer en verder kunnen vechten.
Een straaljagerpiloot heeft vaak last van g-krachten. Het bloed kan door de versterking of verzwakking van de zwaartekrachtwerking uit het hoofd wegstromen of er te veel naartoe.
Bij positieve g-krachten zakt het bloed weg uit het hoofd, wat een black-out kan veroorzaken. Bij een black-out verliest de piloot tijdelijk het bewustzijn totdat de g-krachten zijn afgenomen.
Bij negatieve g-krachten wordt er te veel bloed naar het hoofd gestuwd. Dit veroorzaakt een red-out.
Een red-out die te lang duurt, heeft de dood tot gevolg.
Om dit tegen te gaan is er een speciaal pak ontwikkeld. Dit G-pak blaast zich op met lucht, waardoor het bloed beter verdeeld in het lichaam blijft, door een constantere druk van buiten.

## Geschiedenis en technische ontwikkeling

### Jachtvliegtuigen metzuigermotoren

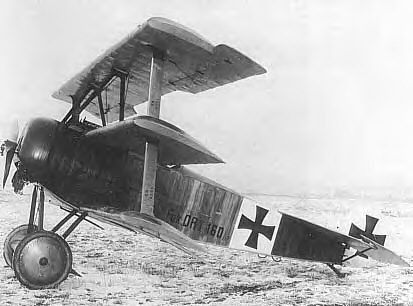
Eerste Wereldoorlog: Fokker Dr.I

Het jachtvliegtuig heeft in circa 100 jaar een snelle ontwikkeling doorgemaakt, die begon met een tweezitter, voor een piloot en een schutter die een machinegeweer bediende. Om aan de snelheidsbeperking die dit met zich meebracht te ontsnappen concentreerde men zich op het concept van een eenzitter, met een piloot die tevens de wapens bediende. De onder leiding van Anthony Fokker gedane vinding van het gesynchroniseerde machinegeweer op de neus van het toestel, is vermeldenswaardig. Dit verhoogde de richtnauwkeurigheid voor de schutter aanzienlijk.
De ontwikkeling van het jachtvliegtuig tussen 1919 en 1938 vertraagde door verminderde budgetten voor wapenontwikkeling in die periode. Tot midden jaren dertig bleef het grootste aantal jachtvliegtuigen geconstrueerd volgens techniek uit de Eerste Wereldoorlog: frames uit metaalbuis, overtrokken met doek. De bewapening werd meer en meer in de vleugel ondergebracht. Maar het bleef van klein kaliber; .50 inch machinegeweren en 20 mm-kanonnen werden als “overkill” beschouwd. De radiaalmotor met roterende cilinders verdween snel en werd vervangen door de radiaalmotor met stilstaande cilinders. De meeste innovatie bij de ontwikkeling van het jachtvliegtuig in die periode tot de Tweede Wereldoorlog kwam uit de wereld van de racerij met vliegtuigen en de jacht op snelheidsrecords in de lucht. Dit leidde tot betere stroomlijn en krachtiger motoren.

### Tweede Wereldoorlog

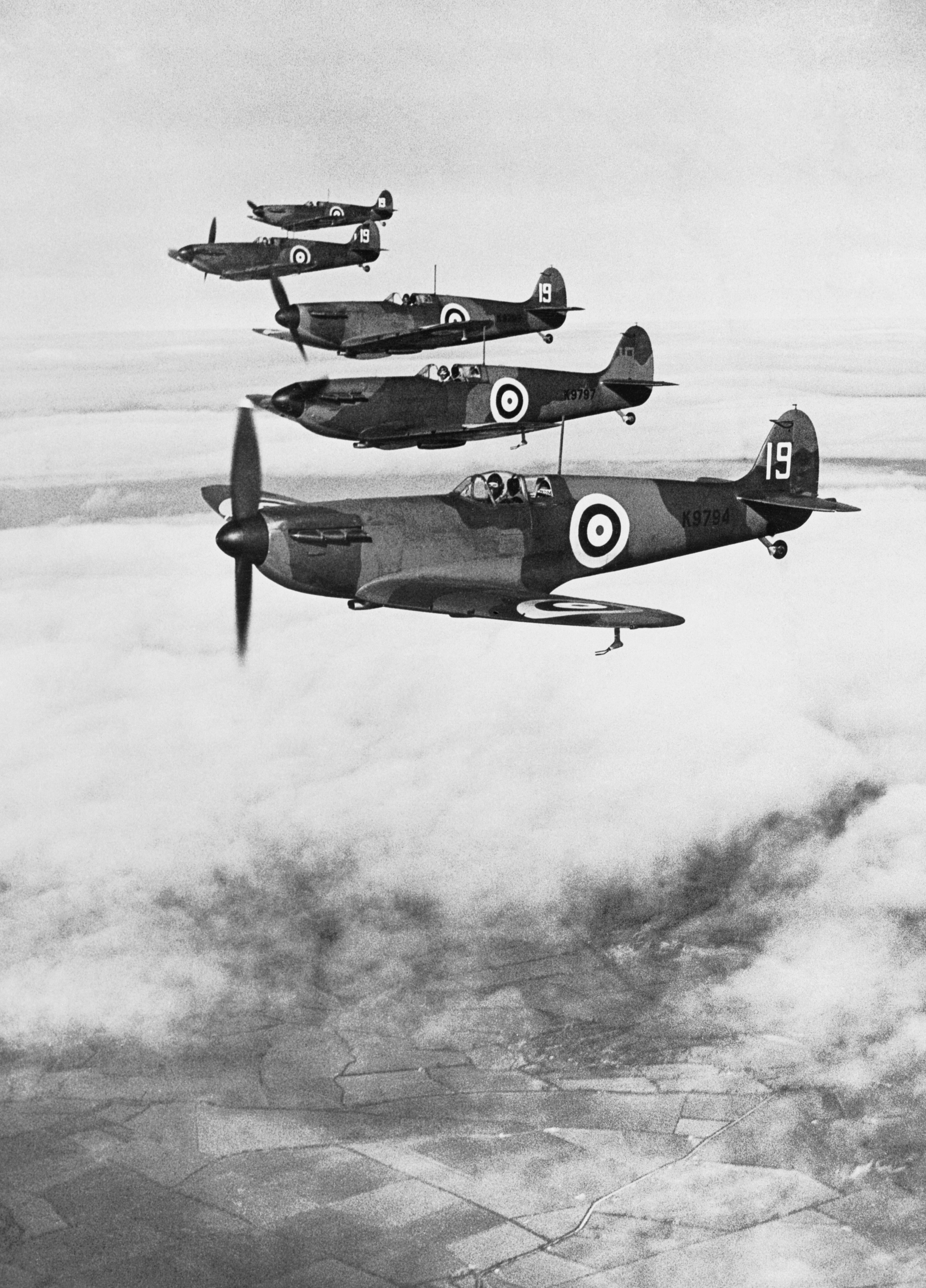
De Engelse Spitfire

Tijdens het begin van de Tweede Wereldoorlog was het besef van het belang van luchtoverwicht bij alle partijen aanwezig. Bij de cruciale Slag om Engeland vochten geheel metalen eendekkers aan beide zijden: de Engelse Spitfire en de Duitse Messerschmitt Bf 109. Gedurende de Tweede Wereldoorlog nam het motorvermogen en de bewapening van jachtvliegtuigen voortdurend toe. In 1945 had de Spitfire F.Mk 21, een Merlin Lijnmotor van 1520 kW aan boord. De eerste door straalmotoren aangedreven jachtvliegtuigen kamen in 1944 in de strijd: de Messerschmitt Me 262 en de Engelse Gloster Meteor. Aan het eind van de oorlog kwam een raket-aangedreven Messerschmitt Me 163 in de lucht, als afweer tegen bommenwerpers.
Door de metaalbeplating van jachtvliegtuigen werd het duidelijk dat wapens van geweer-kaliber niet meer voldeden. Britse Hurricanes en Spitfires kregen kanonnen in de vleugel, die explosieve kogels afvuurden. Door de afwezigheid van een geschikt uitontwikkeld kanon werden Amerikaanse jachtvliegtuigen uitgerust met 0,50-inch-mitrailleurs. De Me 262 werd uitgerust met vier 30mm-kanonnen in de neus. Vanwege de toegenomen vuurkracht werd op kritieke plaatsen pantsering aangebracht. De invoering van afwerpbare brandstoftanks vergrootte het bereik van eenmotorige jachtvliegtuigen zodanig dat de begeleiding van geallieerde bommenwerpers tot ver boven Duitsland en Japan mogelijk werd.
Radar vond gedurende de Tweede Wereldoorlog toepassing op jachtvliegtuigen zoals de Messerschmitt Bf 110, De Havilland Mosquito en de nachtjager P-61 Black Widow. Vooral de Duitse luchtmacht ontwikkelde deze toepassing om beter te kunnen verdedigen tegen nachtbombardementen.

### Eerste generatie jachtvliegtuigen met straalaandrijving

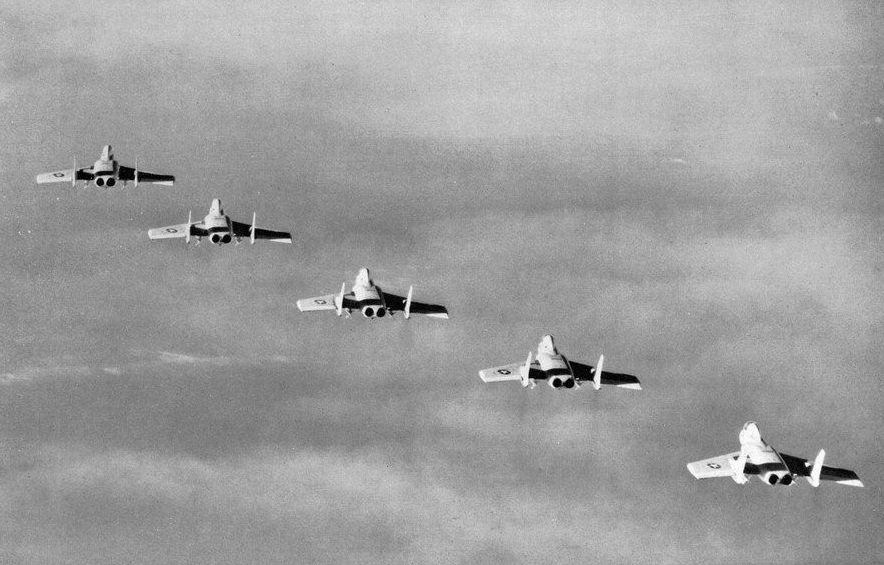
F-7U Cutlass

Het eerste jachtvliegtuig met straalaandrijving dat in de luchtoorlogvoering werd toegepast was de Me 262. Het toestel was, indien bestuurd door een competente piloot, moeilijk door propellerjagers te verslaan. Het beschikbare aantal was echter te laag om een wezenlijk andere draai aan het verloop van de luchtoorlog boven Europa te geven. Het Britse equivalent was de Gloster Meteor, die gebruikt werd om de ongeleide V1-raket mee te bestrijden.
Na de Tweede Wereldoorlog werd de ontwikkeling van de straaljager aanvankelijk vooral door de VS en de Sovjet-Unie voortgezet. In de VS werd de P-80 ontwikkeld (later omgedoopt tot F-80) met een kruissnelheid van 660 km/h. De Sovjet-Unie bouwde voort op door de Britten geleverde technologie in de vorm van de Rolls Royce Nene straalmotor, die als krachtbron diende van de MIG-15 jager. De MIG-15 had een vleugel met pijlstelling (pijlvleugel) en had twee 23 mm-kanonnen en een 37 mm-kanon als bewapening. Pas nadat de VS in de Koreaanse Oorlog de F-86 Sabre had ingezet kon min of meer luchtevenwicht in die oorlog hersteld worden.

### Tweede generatie jachtvliegtuigen met straalaandrijving

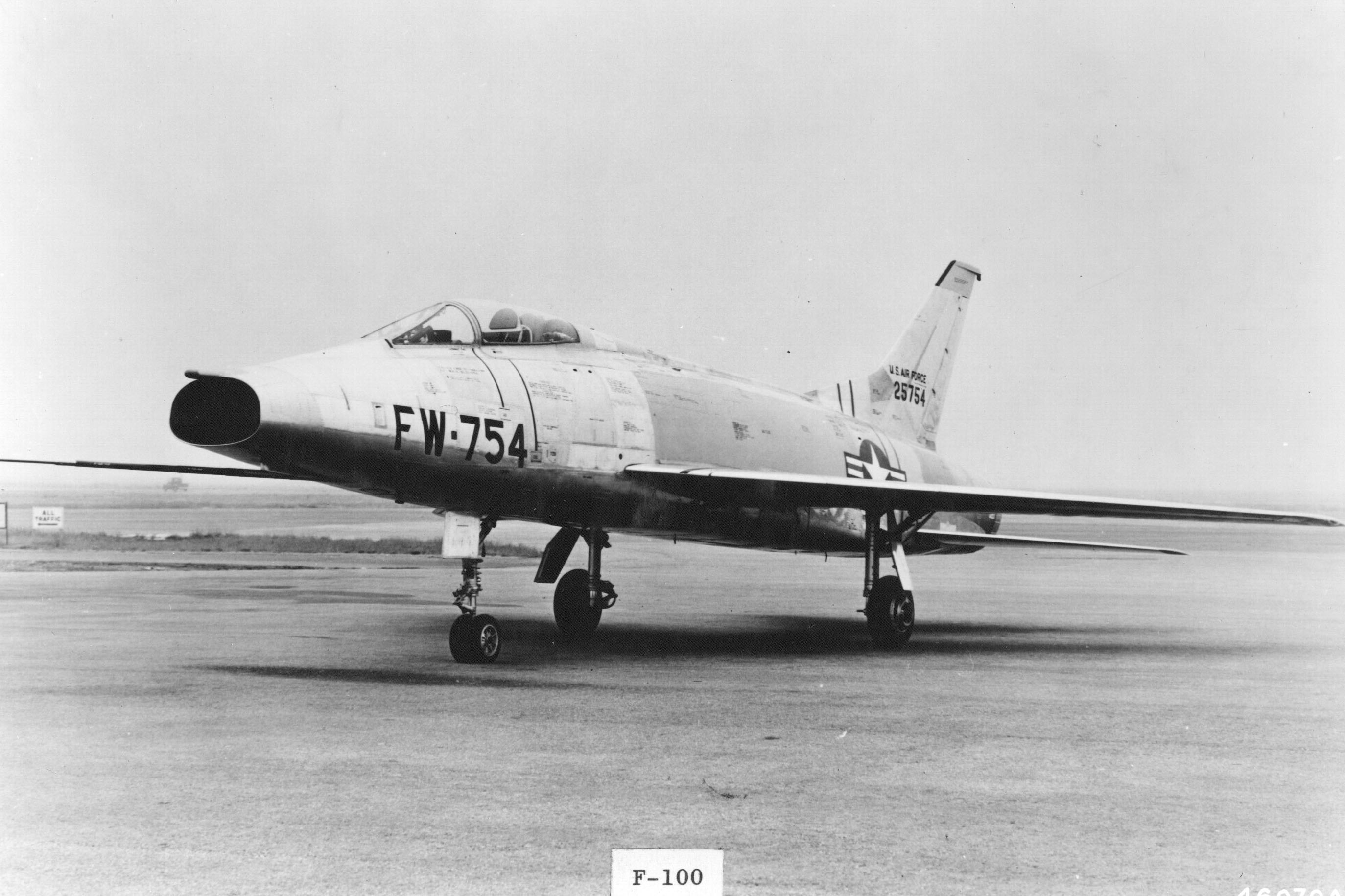
F-100 Super Sabre

Deze nieuwe generatie jachtvliegtuigen wordt gekenmerkt door diverse nieuwe technische ontwikkelingen. Door de introductie van geleide raketten zoals de sidewinder en de AIM-7 Sparrow kon een aanval ingezet worden buiten zichtbereik van de vijand. Ontwerpers experimenteerden met aerodynamische innovaties zoals de pijlvleugel, de deltavleugel en de area rule (een insnoering van de romp in de buurt van de vleugel). Door toepassing van de pijlvleugel ging het eerste productietoestel door de geluidsbarrière.
Er vond specialisatie plaats in de vorm van de jachtbommenwerper (zoals de F-105) en de interceptor (English Electric Lightning en F-104 Starfighter). Het idee achter de interceptor was dat geleide raketten de noodzaak van boordgeschut overbodig zou maken en dat de strijd in de lucht geheel buiten zichtbereik zou plaatsvinden. Daardoor waren interceptors uitgerust met krachtige radar en ging snelheid en klimvermogen ten koste van wendbaarheid.

### Derde generatie straaljagers

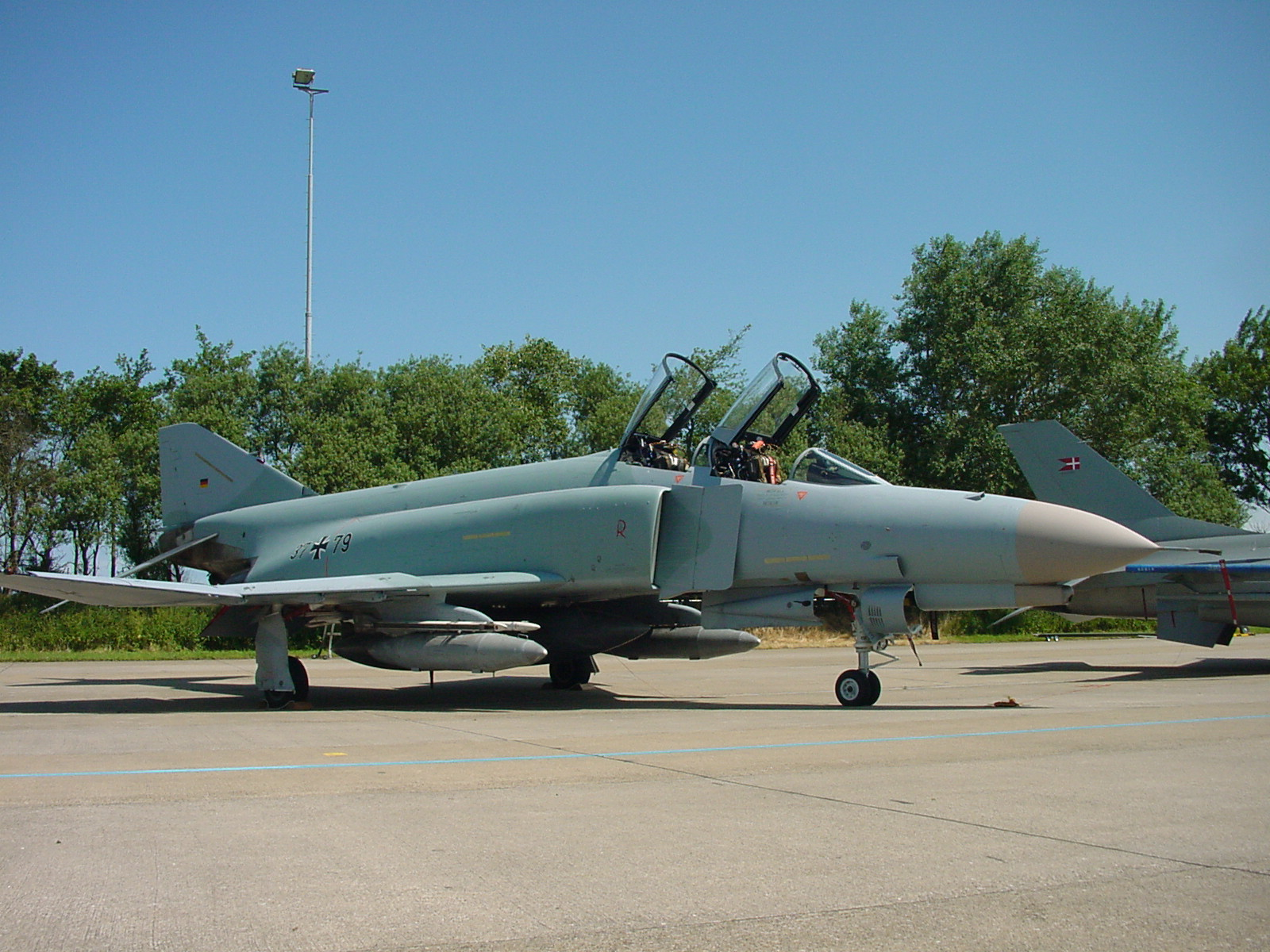
Straaljager van de derde generatie: de F4 Phantom II

Deze generatie is te karakteriseren door het uitontwikkelen van vernieuwingen die bij de eerste generatie werden ingevoerd: betere radar, betere wapens, betere apparatuur. Het meest opvallende was dat ontwerpers teruggingen naar de verwachting dat het vliegtuig goed zou moeten voldoen in de “dogfight” (luchtgevecht op relatief korte afstand). Ontwikkeling van automatische boordwapens en verbeterde manoeuvreerbaarheid volgden dit inzicht. Vanwege de stijgende kosten per vliegtuig werden de diversiteit aan taken meer samengebracht in één type. Een typisch voorbeeld hiervan is de F-4 Phantom II. Dit is het enige type jachtvliegtuig dat zowel bij marine, luchtmacht en mariniers van de VS in gebruik was.

### Vierde generatie straaljager

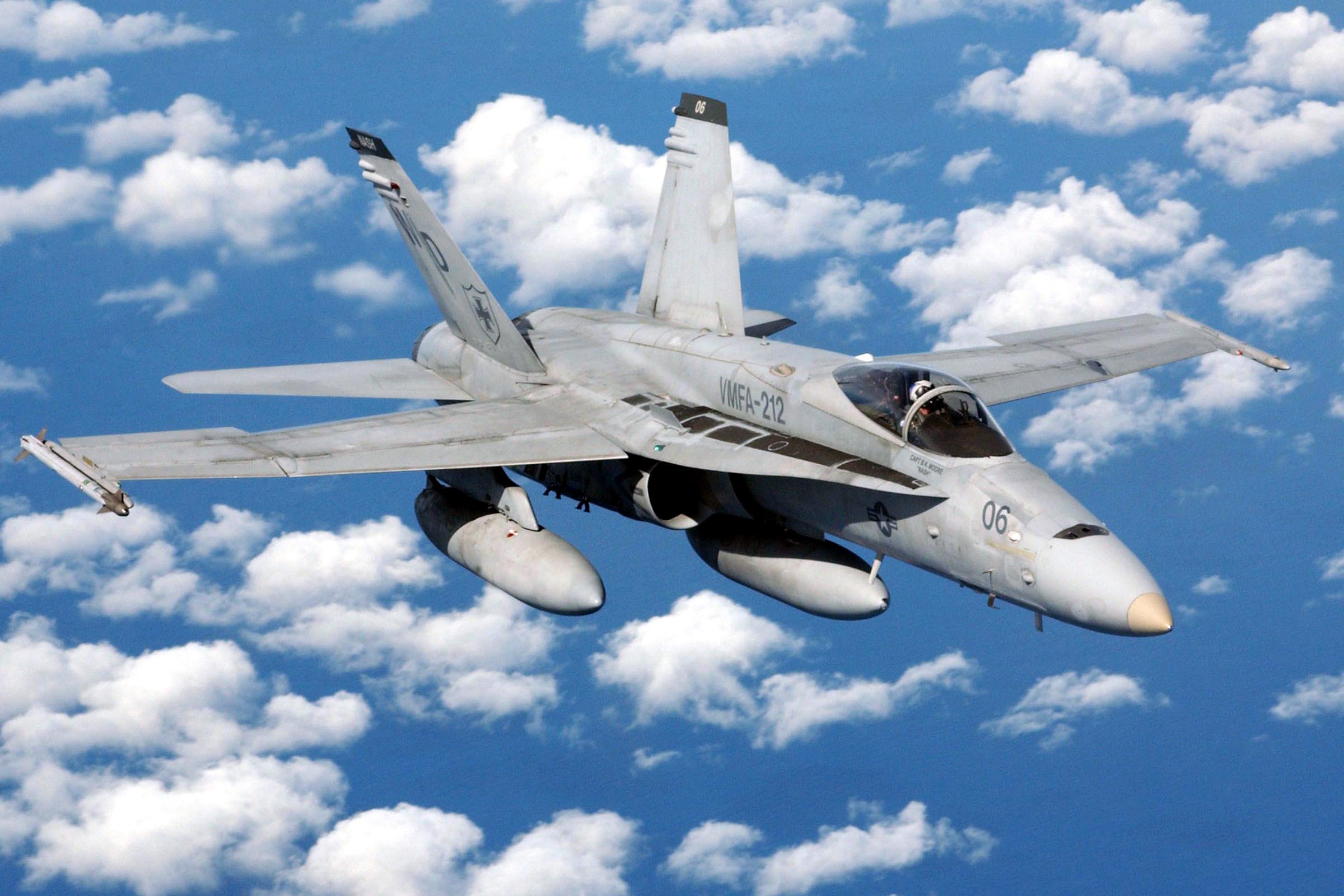
Vierde generatie straaljager: de FA-18 Hornet

Door de stijgende kosten van ontwikkeling en aanschaf van jachtvliegtuigen werd de meervoudige inzetbaarheid standaard: zowel inzetbaar tegen vliegtuigen als tegen gronddoelen. Voortgaande ontwikkeling van avionica maakte dit mogelijk. Wendbaarheid leidde tot verminderde stabiliteit, waardoor geautomatiseerde vluchtcontrole, Fly-by-wire, werd ingevoerd bij een aantal types vliegtuigen.
De inzetbaarheid werd verder opgevoerd door de verhouding tussen het aantal onderhoudsuren per vlieg-uur te verminderen van 50 (voor de eerste straaljagers) tot 10 of minder.
Voorbeelden:
- Verenigd Koninkrijk Panavia Tornado
- Frankrijk Dassault Mirage 2000
- Rusland Mikojan-Goerevitsj MiG-31
- Rusland Soechoj Soe-27
- Verenigde Staten Grumman F-14 Tomcat
- Verenigde Staten F-15 Eagle
- Verenigde Staten F-16 Fighting Falcon
- Verenigde Staten F/A-18 Hornet

### Generatie 4.5

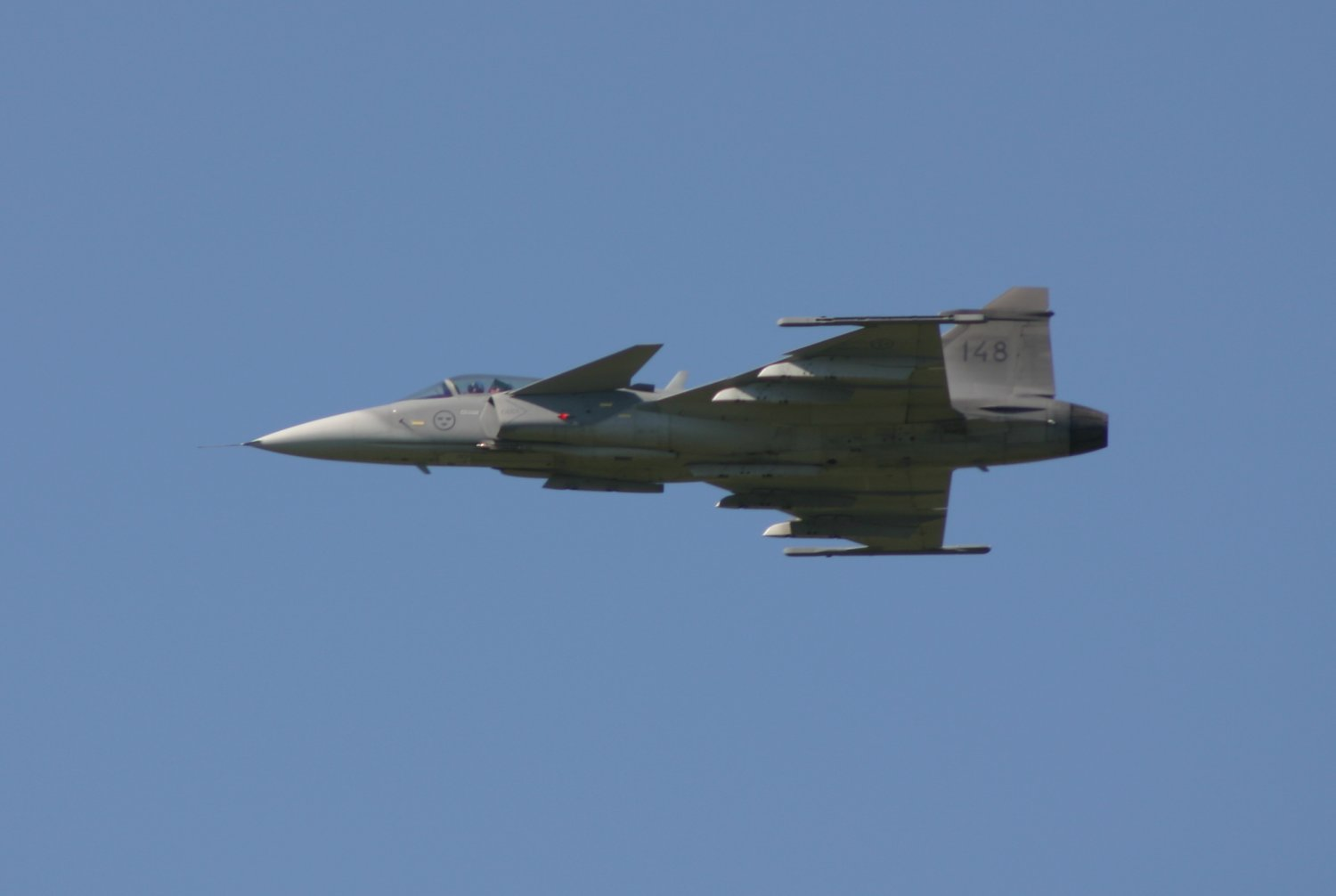
Generatie 4.5: de Zweedse Saab Gripen

Door een combinatie van een relatieve stagnatie van de ontwikkeling van vliegtuig-aerodynamica en de snelle ontwikkeling van halfgeleidertechnologie vond een opwaardering plaats van vierde-generatie-jagers, door middel van verbeterde avionica, halfgeleiderradar en nieuwe motoren. Voorbeelden:
- Rusland Sukhoi Su-35
- China Shenyang J-15
- China Chengdu J-10B/C
- Rusland Mikojan-Goerevitsj MiG-35
- Duitsland Eurofighter Typhoon
- Verenigde Staten F/A-18E/F Super Hornet
- Verenigde Staten F-16 Fighting Falcon vanaf Block 60
- Zweden JAS 39 Gripen
- Frankrijk Dassault Rafale

### De vijfde generatie

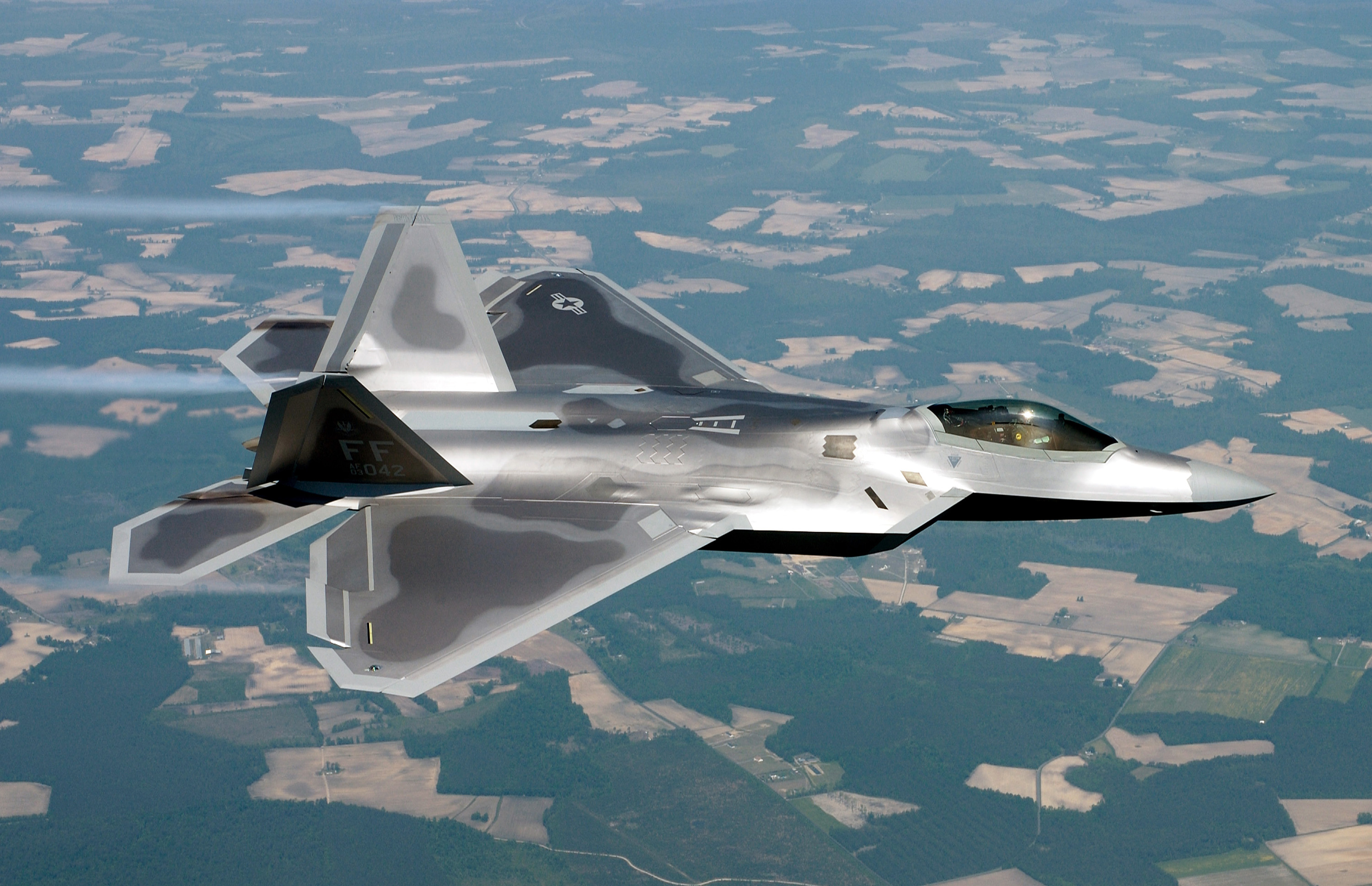
Jachtvliegtuig van de vijfde generatie: Lockheed Martin F-22 Raptor

In de meest geavanceerde recent ontworpen jachtvliegtuigen wordt brede inzetbaarheid gecombineerd met ontwikkelingen als stuwstraalbesturing, composietmaterialen, geavanceerde radar en avionica, en onzichtbaarheid voor radar, stealth. Op deze basis ontworpen toestellen worden gerekend tot de vijfde generatie.
Voorbeelden:
- Verenigde Staten Lockheed Martin F-22 Raptor
- Verenigde Staten F-35 Lightning II
- China Chengdu J-20

### De zesde generatie

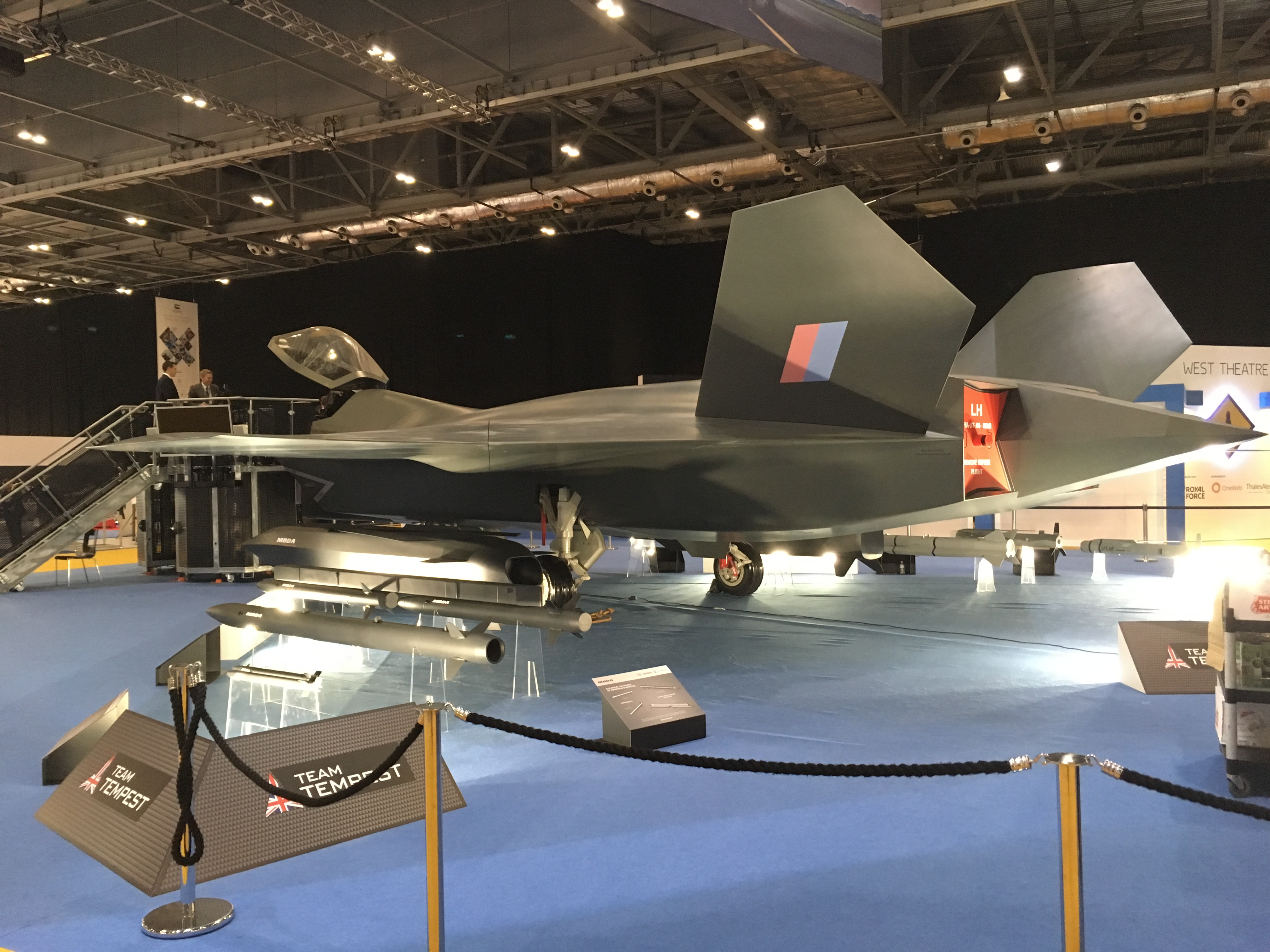
De BAE Systems Tempest van de 6e generatie

De gebruikte technologie evolueert constant. Door nieuwe materialen wordt het misschien ook mogelijk om dunnere vleugels te maken. Deze jachtvliegtuigen kunnen dan kleiner en lichter worden gemaakt dan de nu bestaande jachtvliegtuigen. Ook wordt het toestel nog meer met elektronica uitgerust, waardoor zelfs onbemande vluchten mogelijk worden met datalinks en artificiële intelligentie. Daarnaast worden betere besturingsinstrumenten voor de piloot ontwikkeld, waarbij de piloot met een head-up display of helmet-up display alleen nog maar naar het doel hoeft te kijken om het doel te kunnen raken. Van belang is stealth om minder gemakkelijk op radar gedetecteerd te worden en ook snelheid om weinig tijd te laten tussen detectie en aanval.
Omgekeerd moeten de jachtvliegtuigen zelf een steeds betere radar hebben om andere vliegtuigen te detecteren en snellere hypersonische lucht-luchtraketten, straalwapens en elektronische oorlogvoering.
Voorbeelden:
- China Chengdu J-36 voor de Luchtmacht van het Volksbevrijdingsleger
- China Shenyang J-50 voor de Marine van het Volksbevrijdingsleger
- Verenigde Staten Boeing F-47 voor de United States Air Force
- Verenigde Staten F/A-XX voor de United States Navy
- Rusland MiG-41
- Frankrijk Système de Combat Aérien du Futur
- Verenigd Koninkrijk BAE Systems Tempest